# ドナルドのアリ騒動
『ドナルドのアリ騒動』（ドナルドのアリそうどう、原題：Uncle Donald's Ants）は、ウォルト・ディズニー・プロダクション（現：ウォルト・ディズニー・カンパニー）が製作した1952年7月18日公開のアニメーション短編映画作品。ドナルドダック・シリーズの第105作である。

## スタッフ
- 製作：ウォルト・ディズニー
- 監督：ジャック・ハンナ
- 脚本：
- 音楽：
- 美術：エール・グレイシー
- 背景：
- 原画：

## キャスト
| キャラクター   | 原語版               | 旧吹き替え版 | 新吹き替え版 |
| -------------- | -------------------- | ------------ | ------------ |
| ドナルドダック | クラレンス・ナッシュ | 関時男       | 山寺宏一     |
| ナレーター     | -                    | 江原正士     | -            |